# نظرية الأوتار البوزونية
البوزونات هي الجسيمات حاملة الطاقة وأما الفرميونات فهي الجسيمات حاملة المادة
تقوم البوزونات بنقل القُوى بين الجسيمات.

## الأنواع المعروفة من البوزونات
- النوع الأول:
  - الفوتونات: تحمل الفوتونات ـ التي هي في الأصل جسيمات من الضوء ـ القوة الكهربائية التي تحفظ الإلكترونات داخل الذرة.
  - الغلونات.
  - الويكونات أو البوزونات الضعيفة. ويمكن للويكونات أن تغيّر أي نوع من الكواركات أو اللبتونات إلى نوع آخر.وهذا كله يرجع لأصل كهرطيسي.
- النوع الثاني:
  - بوزونات الغرافيتون الافتراضية الحامل لقوة الجذب الثقالي بين الكتل
  - بوزونات هيكز الافتراضية الحاملة للكتلة: هي التي تدخل على الجسيمات فتعطيها الكتلة وهي في أصلها بوزونات غرافيتونات حاملة لقوة الجذب

وبما ان الطاقة نوعان إما ذات أصل كهرطيسي ناتج عن اهتزاز الأوتار الفائقة الخيطية التي هي نقاط من غشاء الكون الفراغي الطاقي والذي اعتبرته نظرية الأوتار بانه غشاء ناتج عن وتر خيطي متمدد حتى أصبح غشاء كوني فيه طاقة الكون ونقاطه أوتار خيطية صغيرة مهتزة حاملة الطاقة الكهرطيسية.
وأما النوع الثاني من الطاقة وهو قوة جذب الثقالة التي تشد الكتل بعضها لبعض عن طريقها والتي اعتبرت محمولة على جسيمات أفتراضية هي بوزونات الغرافيتون
الغرافيتون هي جسيمات افتراضية وبحسب نظرية الأوتار هي وحدات طاقة جذب محمولة على أوتار حلقية من غشاء كوني متمدد عن حلقة جذب ذات طاقة عالية لكنه من عالم مجاور ومتداخل مع غشاء الكوني الكهرطيسي الذي هو من عالمنا

## الفرميونات
الفرميونات أي جسيمات المادة ما هي إلا تركيز لاهتزازين كهرطيسي مع جذبي متداخلين وبالتالي فكلا الغشائين الكهرطيسية الخيطي الأوتار مع الجذبي الحلقي الأوتار يتشاركان في صنع مادة كوننا الفرميونية.